# トム・テイラー
トム・テイラー（Tom Taylor、1989年3月11日 - ）は、ラグビーユニオン選手。

## プロフィール
- 父のワーウィック・テイラー（英語版）はニュージーランド代表キャップ24を持つ元ラグビー選手（第1回ラグビーW杯優勝メンバー）。
- バーバリアンズに選ばれたことがある。

## 来歴
カンタベリー、クルセイダーズ、RCトゥーロン、ポーに所属。
2013年、クルセイダース時代にニュージーランド代表に初選出され、同年8月24日の対オーストラリア戦で初キャップを獲得し11月2日の対日本戦までに計3キャップを獲得した。
2020年、東芝ブレイブルーパス(現・東芝ブレイブルーパス東京)に加入。
2021年3月26日トップリーグ第5節NTTコミュニケーションズ戦で日本国内戦デビュー、12番CTBで先発するも前半18分,攻撃時に自ら脚を負傷し交代した。2022年からスタートしたリーグワンでは開幕節から10番SOで先発し計8試合に出場。
2023年、九州電力キューデンヴォルテクスに加入。2025年5月、退団。